# Stjärnsund
Stjärnsund je selo u središnjoj Švedskoj u županiji Dalarna.

## Stanovništvo
Prema podatcima o broju stanovnika iz 2010. godine u gradu živi 161 stanovnika.